# عائشة غل غوناي (لاعبة كرة سلة)
عائشة غل غوناي (بالتركية: Ayşegül Günay)‏ مواليد 26 أكتوبر 1992 في إزميد، هي لاعبة كرة سلة تركية. بدأت مسيرتها الاحترافية في سنة 2000. يبلغ طولها 5 قدم 8 بوصة (1.7 م). لعبت مع نادي فنربخشة لكرة السلة للسيدات ونادي بشكتاش لكرة السلة للسيدات.

## روابط خارجية
- عائشة غول غوناي على موقع الاتحاد الدولي لكرة السلة (الإنجليزية)
- عائشة غول غوناي على موقع كرة السلة الأوروبية.كوم (الإنجليزية)
- عائشة غول غوناي على موقع بروبوليرز (الإنجليزية)